# Gran Valzer brillante
Il Gran Valzer brillante in Mi bemolle maggiore op. 18 è una composizione per pianoforte scritta da Fryderyk Chopin nel 1831.

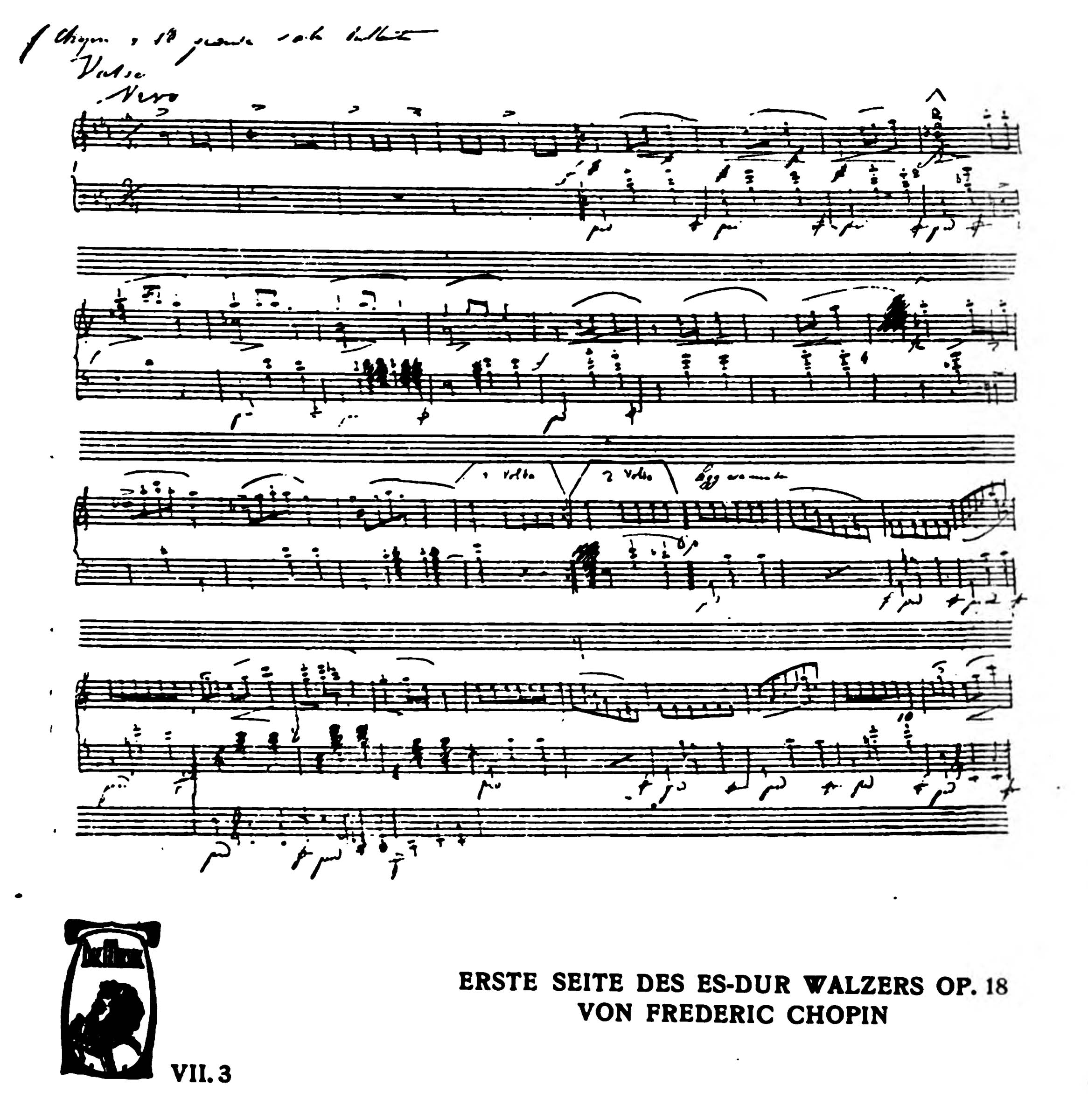
Pagina autografa del Gran Valzer brillante

## Storia
Il valzer, danza di origine tedesca, non aveva in Polonia una grande tradizione. Chopin lo considerò sempre un po' estraneo alla propria cultura, più legata alla mazurka e ad altre danze tradizionali. Nel periodo che passò a Vienna nel 1831 il valzer, con le opere di Strauss padre e di Joseph Lanner, imperversava. Il Gran Valzer brillante fu scritto quasi certamente in questo periodo e risente, primo e unico caso nei Valzer di Chopin, dell'atmosfera allegra e un po' frivola della Vienna del tempo. Quando il musicista lasciò la capitale austriaca per Parigi, si rese conto che il valzer ormai era diventato la danza più diffusa in ogni ambito della città francese, considerata elegante e romantica e modificò il suo atteggiamento, tanto è vero che, da allora in poi, i valzer scritti da Chopin furono "musica da salotto" di un tipo che può definirsi "parigino".
Chopin aveva già scritto alcuni valzer quando si trovava a Varsavia, composizioni che hanno un carattere molto intimo, quasi confidenziale. Il Valzer op. 18 non ha, come del resto tutti quelli di Chopin, un carattere viennese, ma soltanto la forma; è rivolto a quel pubblico salottiero che tanto amava la sua musica e desiderava che anch'egli scrivesse dei valzer.
Il brano fu dedicato a Laura Horsford, figlia del generale George Horsford, probabilmente allieva di Chopin. Il musicista inizialmente non aveva avuto l'intenzione di pubblicare il valzer, forse lo riteneva un po' frivolo rispetto ad altre sue composizioni. Quando però nella primavera del 1834 ebbe la possibilità di fare un viaggio in Renania si trovò a corto di denaro e si decise a far pubblicare l'opera dall'editore Schlesinger ricavandone la somma di 500 franchi.
Il brano divenne presto popolare fra il pubblico parigino, ma non fu molto apprezzato da tutta la critica. Hans von Bülow lo definì addirittura "triviale"; senza poter essere definito proprio "geniale", è comunque frutto della grande capacità creativa di Chopin.
Il Valzer op. 18 è una delle due composizioni di Chopin (l'altra è il Notturno in La bemolle maggiore) orchestrate nel 1909 da Igor Stravinskij, su incarico di Djagilev, per il balletto Les Sylphides realizzato su musiche dell'autore polacco dai Balletti russi.

## Analisi
Se l'atmosfera viennese indusse Chopin a scrivere un valzer, l'idea di valzer brillante probabilmente gli fu suggerita dall'ascolto dell'Invito alla danza di Weber con il suo carattere spiccatamente danzante.
Il Gran Valzer brillante propone ben sette diversi temi rinchiusi in diverse sezioni; il brano si apre con un'Introduzione di quattro battute, ritmate, con note in staccato, che introduce il primo tema, molto vicino al carattere di un valzer ballabile. L'unico tema veramente lirico, in Sol bemolle maggiore, si trova nella quarta sezione. La Ripresa ripropone con qualche variazione i due temi iniziali. Il valzer si avvia alla conclusione con una Coda molto lunga, di ben 69 battute, in cui sono riproposti alcuni temi precedenti, variati ed elaborati con brillantezza dal musicista e termina in un accelerando vorticoso.
Il valzer ebbe un grande successo e Chopin stesso lo eseguiva volentieri. Anche oggi è una composizione fra le più suonate del musicista polacco; le difficoltà di esecuzione sono però presenti e sono insidiose. Il tema più melodico, in Sol bemolle maggiore, se non viene espresso con grazia e leggerezza rischia di diventare un po' stucchevole; inoltre l'utima parte della Coda, con i suoi crescendo e accelerando, è diventata purtroppo spesso un modo per mettere in risalto il virtuosismo cinetico di alcuni esecutori.